# Abdullah III Al-Salim Al-Sabah

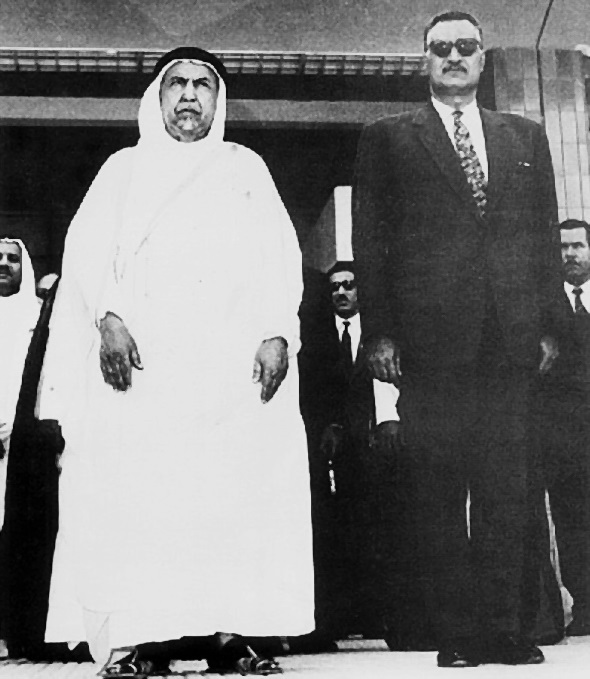
Gamal Abdel Nasser met Shaikh Abdullah III Al-Salim Al-Sabah, Cairo, 1962

Abdullah III Al-Salim Al-Sabah of Abdullah Al-Salim (Arabisch: عبد الله الثالث السالم الصباح) (gestorven 1965) was emir van Koeweit van 1961 tot 1965 en de zoon van Salem Al-Mubarak Al-Sabah. Abdullah III Al-Salim Al-Sabah was de elfde heerser van de al-Sabah dynastie in Koeweit. Hij nam de macht over na de dood van zijn neef sjeik Ahmad Al-Jaber Al-Sabah. Hij stond bekend als meer pro-Arabisch dan pro-Brits in tegenstelling tot zijn voorgangers; hij beëindigde effectief het "Brits Protectoraat", de status waar Koeweit onder viel en verklaarde de grondwet, een parlement en benoemde zichzelf tot "emir" en tot staatshoofd van Koeweit. Sheikh Abdullah Al-Salim werd opgevolgd door zijn broer Sabah III Al-Salim Al-Sabah die de vader is van sjeik Saad Al-Abdullah Al-Salim Al-Sabah die een paar dagen regeerde aan het begin van 2006.